# Valsad (huyện)
Huyện Valsad là một huyện thuộc bang Gujarat, Ấn Độ. Thủ phủ huyện Valsad đóng ở Valsad. Huyện Valsad có diện tích 3034 ki lô mét vuông. Đến thời điểm năm 2001, huyện Valsad có dân số 1410680 người.